# Vjačeslav Solov'ёv
Vjačeslav Dmitrievič Solov'ёv (in russo Вячеслав Дмитриевич Соловьёв?; Vešnjaki, 18 gennaio 1925 – Mosca, 7 settembre 1996) è stato un allenatore di calcio e calciatore sovietico, di ruolo difensore.

## Biografia
Soldato durante la seconda guerra mondiale, aveva un fratello, Boris, arbitro della sezione di Mosca. Calciatore di successo col CDKA – otto titoli in sette anni, tra cui cinque campionati dell'URSS – diviene anche un manager di rilievo portando la Dinamo Kiev a vincere il suo primo storico campionato sovietico nel 1961. Allena anche CSKA e Dinamo Mosca, prima di portare il suo credo nelle periferie dell'Unione Sovietica: allena nelle Repubbliche di Georgia, Uzbekistan (a Taškent, col Paxtakor, vince il campionato di seconda divisione nel 1972), Azerbaigian, Ucraina e Kirghizistan.

## Palmarès

### Giocatore
- Campionato sovietico: 5

CDKA Mosca: 1946, 1947, 1948, 1950, 1951
- Coppa dell'URSS: 3

CDKA Mosca: 1945, 1948, 1951

### Allenatore
- Campionato sovietico: 1

Dinamo Kiev: 1961
- Pervaja Liga: 1

Paxtakor: 1972